# Oh My!
Oh My! är ett indiepop band från Sundsvall. Bandet startades 2008 av medlemmar från Second Hand Rumours och The Intrigues. 
År 2011 gick Oh My! tillsammans med indielabeln A West Side Fabrications och släppte i april sin första singel Twenty One som fick radiotid på P3. Oh My! har släppt ytterligare tre singlar som alla har spelats på de svenska radiokanalerna P3 och Gimme Indie. Time Will Tell gick även in i Hall of Fame i tävlingen Låtduellen på P3. Debutalbumet Slow Moves utkom 2014.

## Medlemmar
Nuvarande medlemmar
- Johan Åkerström – sång
- Gunnar Carlén – gitarr
- Martin Huss – gitarr
- Emil Källman – gitarr
- Adrian Karlman – basgitarr
- Adam Lodin – trummor

## Diskografi
Studioalbum
- Slow Moves (2014)

EP
- Twenty One (2011)

Singlar
- "Twenty One" (2011)
- "I Know You" (2011)
- "Time Will Tell" (2011)
- "Fifteen Minutes" (2012)
- "Slow Moves" (2013)
- "People" (2014)